# Richard Jackett
Richard Jackett (ur. 1 grudnia 1880 w Falmouth, zm. 27 lipca 1960 tamże) – brytyjski rugbysta, olimpijczyk, zdobywca srebrnego medalu w turnieju rugby union na Letnich Igrzyskach Olimpijskich w 1908 roku w Londynie.

## Kariera sportowa
W trakcie kariery sportowej, która trwała od 1901 do 1922 roku związany był z klubem Falmouth RFC, a także został wybrany do drużyny hrabstwa, w której rozegrał siedemdziesiąt spotkań, co stanowi piąty wynik w jej historii.
W 1908 roku z zespołem Kornwalii – ówczesnym mistrzem angielskich hrabstw wytypowanym przez Rugby Football Union na przedstawiciela Wielkiej Brytanii – zagrał w turnieju rugby union na Letnich Igrzyskach Olimpijskich 1908. W rozegranym 26 października 1908 roku na White City Stadium spotkaniu Brytyjczycy ulegli Australijczykom 3–32. Jako że był to jedyny mecz rozegrany podczas tych zawodów, oznaczało to zdobycie przez Brytyjczyków srebrnego medalu. Prócz medalu, który wylosował Thomas Wedge, zawodnicy otrzymali również pamiątkowe czapki – ta, którą otrzymał Richard Jackett, jest w zbiorach World Rugby Museum znajdującego się w Twickenham Stadium.

## Varia
- Z uwagi na doskonałą budowę ciała pozował jako nagi model[3].
- Brat Edwarda Jacketta.